# Phare de St. Simons Island
Le phare de St. Simons Island (en anglais : St. Simons Island Light) est un phare situé  à l'extrémité sud de l'île de Saint-Simon, dans le Comté de Glynn en Géorgie. Il guide les navires dans le détroit de St-Simon (en)  et avertit des nombreux bancs de sable de la région. Le phare de St. Simons, ainsi que le château d'eau le plus au nord de l'île de Jekyll, créent la ligne de démarcation qui sépare le détroit de St. Simon de l'océan Atlantique.
Il est inscrit au Registre national des lieux historiques depuis le 13 avril 1972 sous le n° 72000386.

## Historique
Le phare d'origine, construit en 1810, était un phare octogonal de 23 m de haut, surmonté d’une lanterne de 3 m. Pendant la guerre de Sécession, les forces militaires américaines ont imposé un blocus naval à la côte. Une invasion par les troupes de l'Union en 1862 oblige les soldats confédérés à abandonner la région. Les troupes en retraite ont détruit le phare pour l'empêcher de faciliter la navigation des navires de guerre de l'Union.

### Phare actuel
Le gouvernement américain a construit un nouveau phare pour remplacer le phare d'origine, à l’ouest de l’emplacement de celui-ci. Il s’agit d’une structure en briques 32 m de haut achevée en 1872 et équipée d’une lentille de Fresnel de troisième ordre. Celui-ci est l’un des 70 objectifs de ce type qui restent opérationnels aux États-Unis. La lentille rotative projette quatre faisceaux de lumière, avec un flash puissant toutes les 60 secondes. Un escalier en colimaçon en fonte avec 129 marches mène à la lanterne. En 1876, le phare a été révisé. En 1934, la lampe au kérosène a été remplacée par une lampe électrique de 1.000 watts. Le 1er juillet 1939, l'United States Lighthouse Service a été placé sous la juridiction des garde-côtes américains. En 1953, le phare a été entièrement automatisé.
En 1972, la Garde côtière a placé des feux d'alignement arrière sur deux tours à l'entrée de la rivière Frederica, à l'embouchure du détroit de Saint-Simon. En entrant dans le chenal d’entrée en mer et en poursuivant vers l’intérieur, en gardant le phare centré entre les deux feux de position arrière, on en maintient un au centre du chenal d’entrée. Le phare est donc toujours une aide à la navigation active.
En 1972, la maison des gardiens a été louée au comté de Glynn. La Coastal Georgia Historical Society a consacré trois ans à la restauration du cottage des gardiens du phare d'architecture victorienne, situé à la base du phare, qui a ensuite été transformé en musée. La tour a été restaurée en 1989-1991 et à nouveau en 1997-1998. Le 26 mai 2004, la propriété du phare a été transférée à la Coastal Georgia Historical Society en vertu de la Loi sur la préservation du phare historique national. Le mécanisme d'éclairage est toujours entretenu par l'United States Coast Guard

### Dernière restauration et musée
En 2010, le phare a fait l'objet d'une rénovation majeure. Il a été fermé au public pendant plusieurs mois, puis les peintures intérieures et extérieures ont été sablées puis repeintes. Huit potences de main courante en fer au sommet de la tour ont été remplacées, après avoir été refaites à partir de l’un des originaux. Tous les ferronneries ont été sablées et réparées au besoin. Des efforts considérables ont été déployés pour protéger la précieuse lentille de Fresnel lors de la restauration. Il était enveloppé d'une bulle, emballé sous film rétractable, puis enfermé dans une boîte en contreplaqué. Un projecteur temporaire fixé à la lanterne du phare a continué de guider les navires dans le détroit alors que la lumière principale était hors d’usage.
La Coastal Georgia Historical Society permet aux visiteurs de gravir les 129 marches de la tour du phare et exploite le musée du phare de St. Simons dans la maison du gardien, datant de 1872. Le siège social de la Société est situé dans un bâtiment adjacent, qui comprend des expositions, les archives de la Société, une bibliothèque de recherche, une salle de spectacle, une boutique de souvenirs et des bureaux administratifs. La Société exploite également le musée du front intérieur de la Seconde Guerre mondiale à St. Simons.

## Description
Le phare   est une tour cylindrique en brique avec une double galerie et une haute lanterne de 32 m de haut. La tour est peinte en blanc et les éléments de ferronnerie sont noirs.
Son feu isophase Il émet, à une hauteur focale de 32 m, une lumière blanche fixe avec un flash intense par période de 6 secondes. Sa portée n'est pas connue.
Identifiant : ARLHS : USA-805 ; USCG : 3-0520 ; Admiralty : J2842 .

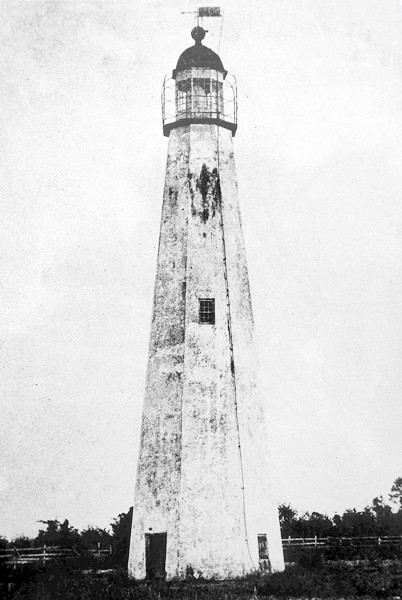
Le phare d'origine
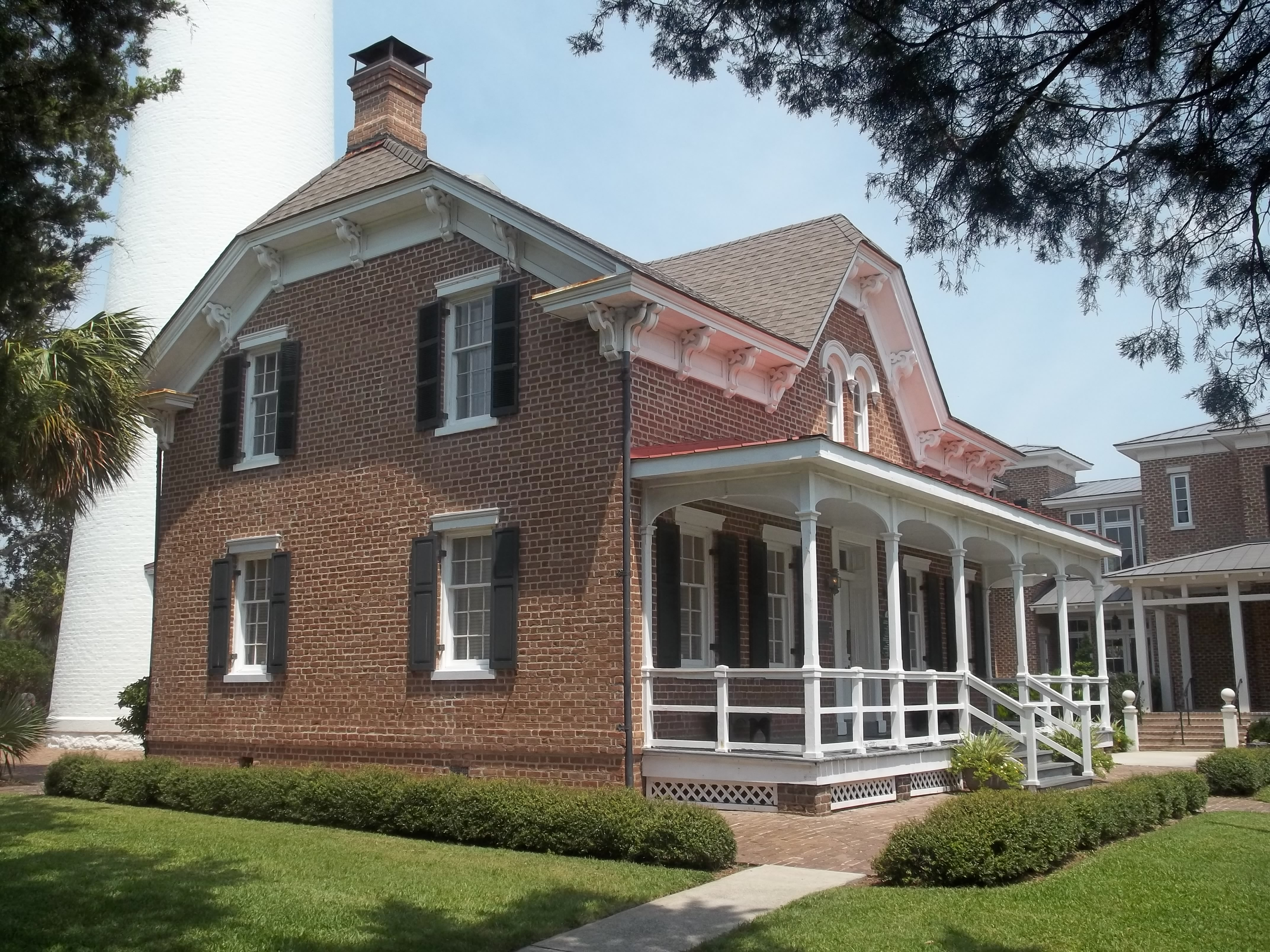
La maison des gardiens (musée)
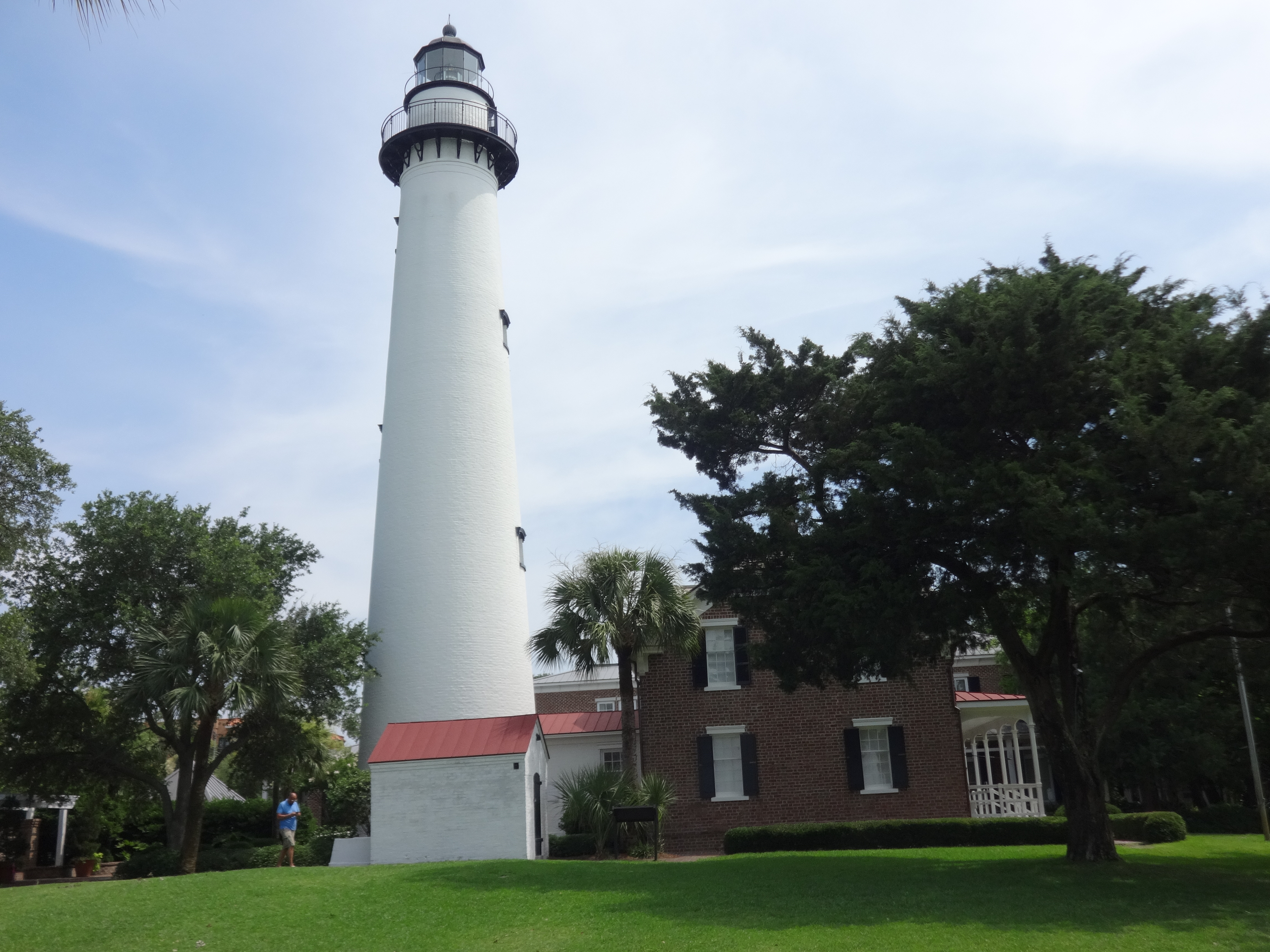
Le phare
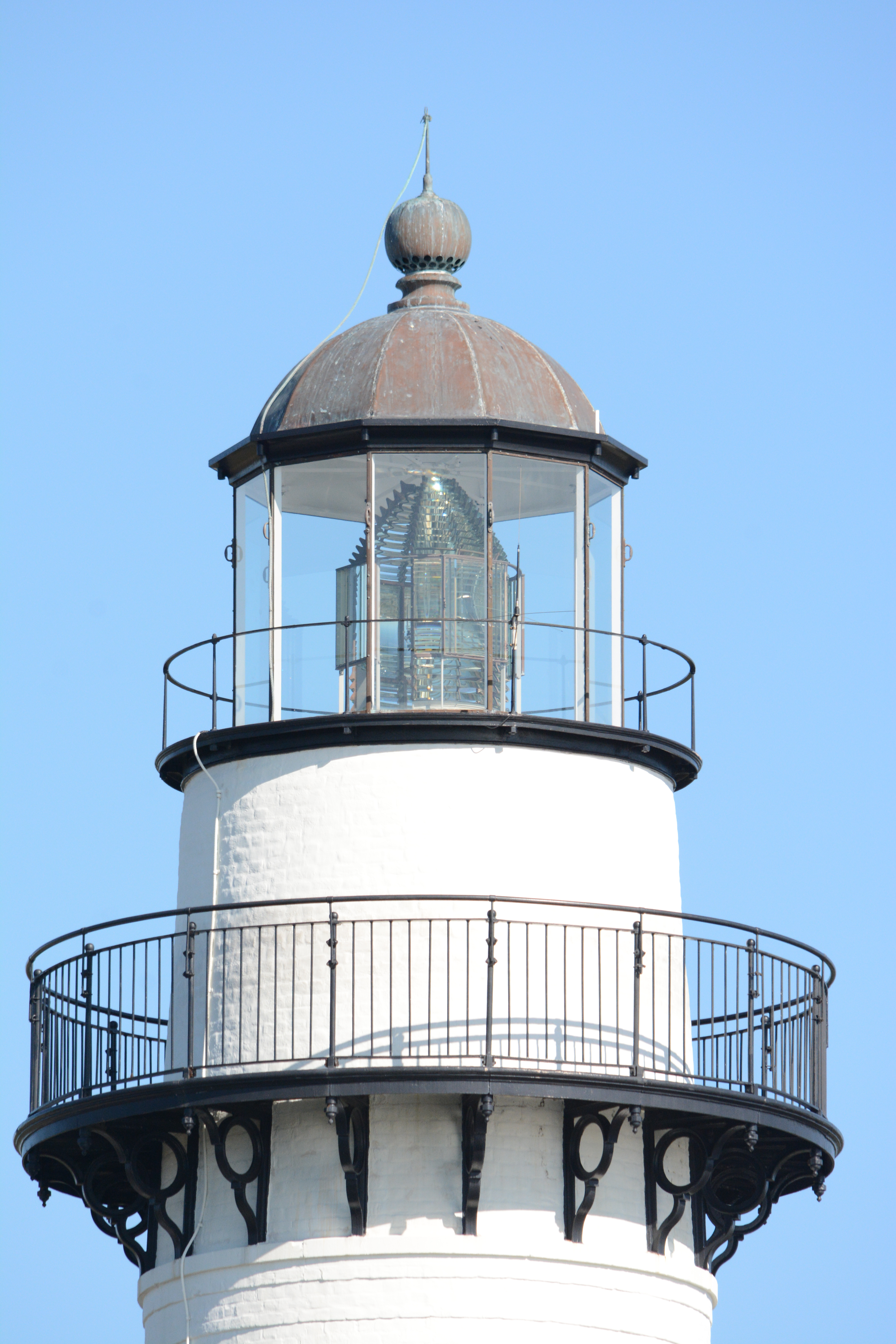
La lanterne

### Lien connexe
- Liste des phares de Géorgie